# Réserve naturelle nationale du marais de Lavours
La réserve naturelle nationale du Marais de Lavours (RNN68) est une réserve naturelle nationale située en région Auvergne-Rhône-Alpes. Classée en 1984, elle occupe une surface de 473 hectares et protège un ensemble de marais en bordure du Rhône.

## Localisation

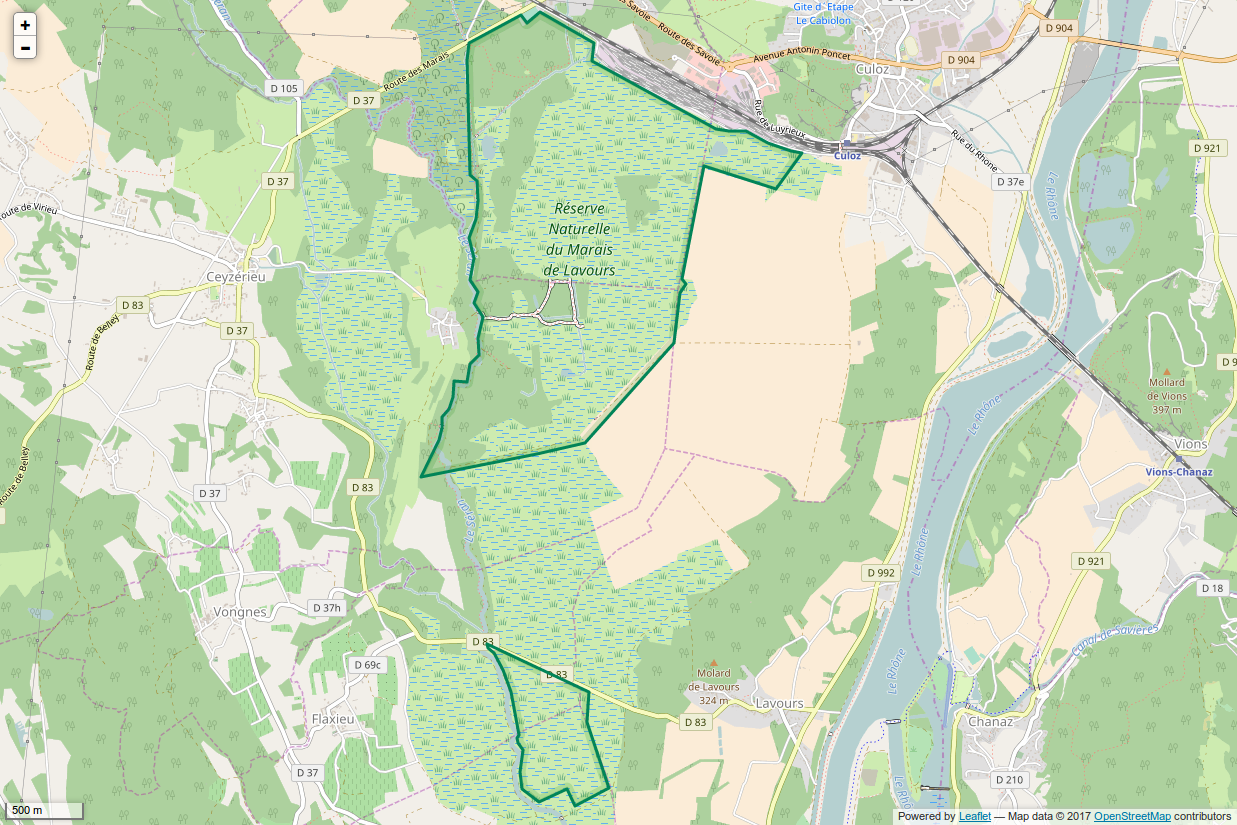
Périmètre de la réserve naturelle.

Le territoire de la réserve naturelle est dans l'est du département de l'Ain, sur les communes de Culoz-Béon, Ceyzérieu, Flaxieu et Pollieu et au pied du massif du Grand Colombier. D'une superficie de 474 ha, il s'étend en 2 secteurs sur les dernières zones marécageuses restantes à proximité du haut-Rhône qui constituaient les marais de Chautagne et l'ancien lit du Rhône au nord du lac du Bourget.

## Histoire du site et de la réserve

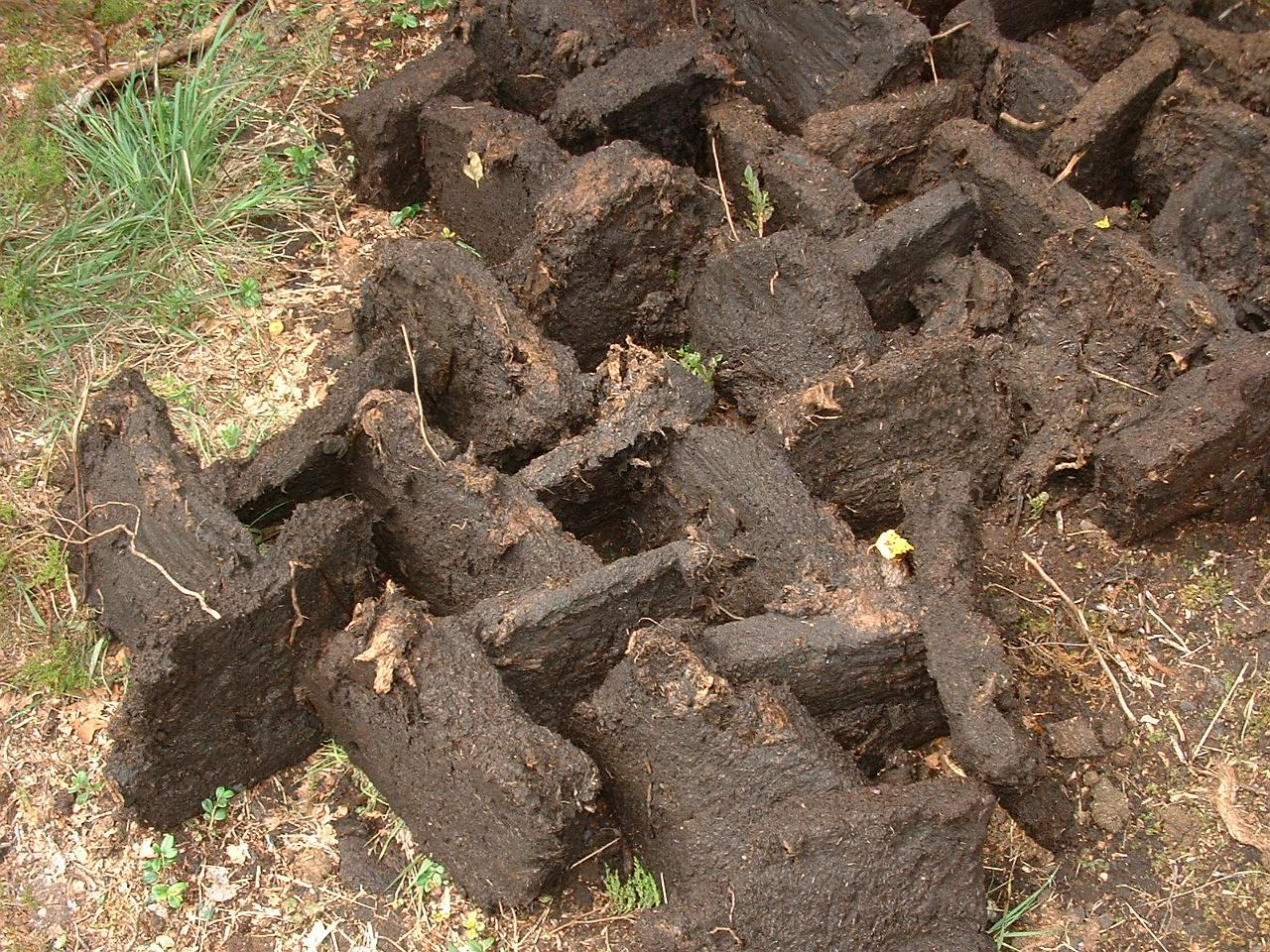
Tourbe

Il y a 15 000 ans, la fin de la dernière glaciation a entraîné la fonte du glacier du Rhône. Un immense lac s'est formé qui recouvrait toute la vallée. Le Rhône et le Séran s'y déversaient en charriant des sédiments.
Peu à peu, le lac s'est comblé (Il n'en reste aujourd'hui que le lac du Bourget, situé dans une cuvette plus profonde) et a laissé place aux futurs marais de Lavours et de Chautagne. Les débris de plantes tombés sur le sol inondé du marais forment la tourbe, au rythme d'un mètre par millénaire. Actuellement, le centre de la tourbière présente une épaisseur de 10 mètres.
Depuis le XIIe siècle, l'élevage est l'activité essentielle du marais qui est également exploité pour sa tourbe et son argile.
En été, le foin récolté est utilisé pour pailler les vignes et servir de litière au bétail.
Les crises agricoles et l'exode rural de la fin du XIXe siècle entrainent l'abandon relatif de l'exploitation des marais qui se boisent peu à peu.
Une grande partie des prairies est labourée et drainée à partir de 1970, pour permettre la culture des céréales, surtout le maïs. Des plantations de peupliers sont réalisées.
En 1984, la réserve naturelle nationale du marais de Lavours a été créée.
Le 22 mars 2024, le marais de Lavours a été intégré au site Ramsar, Lac du Bourget - Marais de Chautagne.

## Écologie (biodiversité, intérêt écopaysager…)

### Flore
Le premier inventaire Flore du marais de Lavours date de 1876.
 371 espèces de plantes ont déjà été recensées et de nouvelles découvertes sont faites chaque année. On observe notamment dans le marais une plante carnivore : le Rossolis à longues feuilles, ainsi que le Liparis de Loesel, la Pimprenelle officinale ou Grandes pimprenelles et la Gentiane pneumonanthe

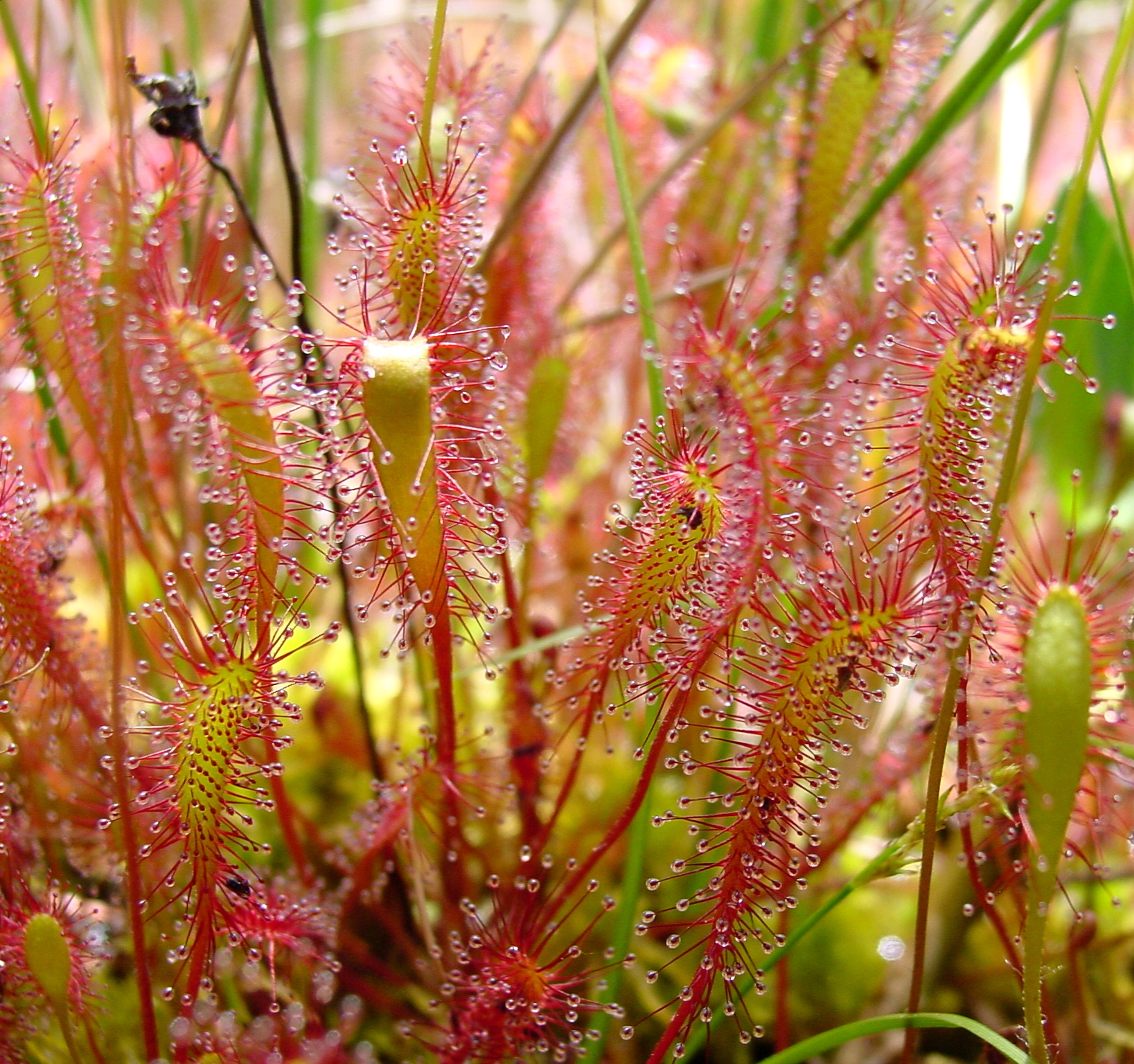
Rossolis à longues feuilles
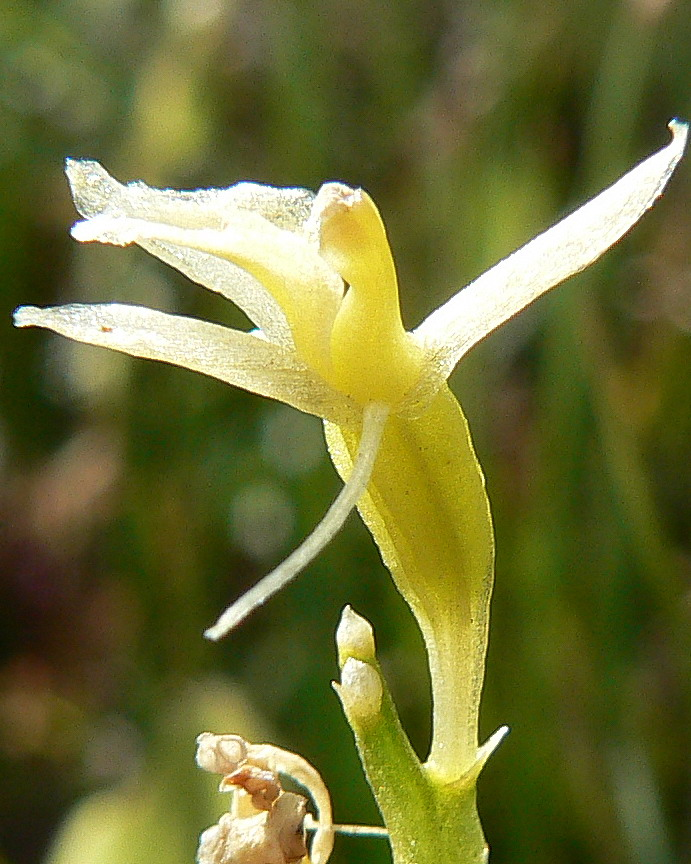
Liparis de Loesel
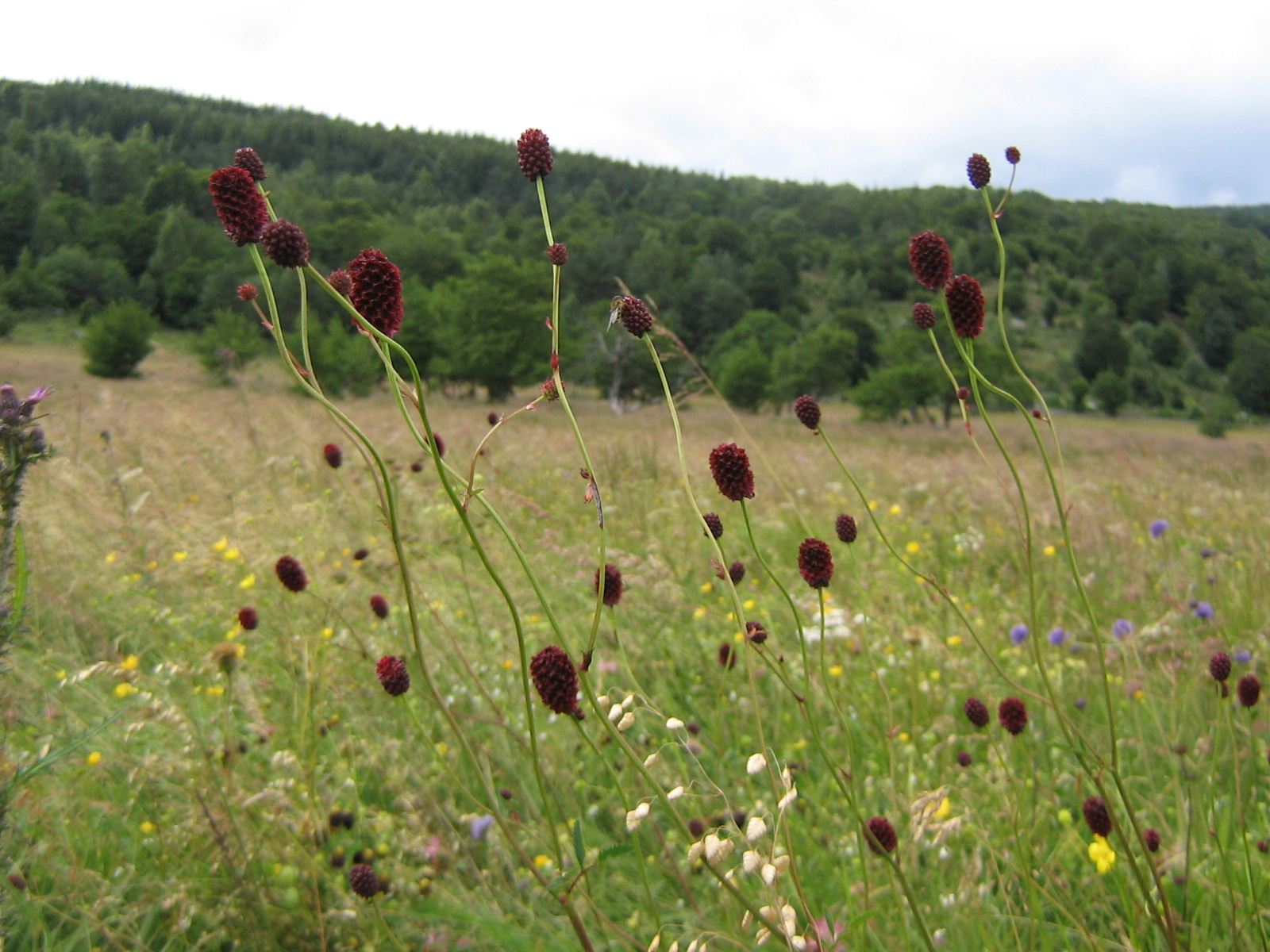
Grandes pimprenelles
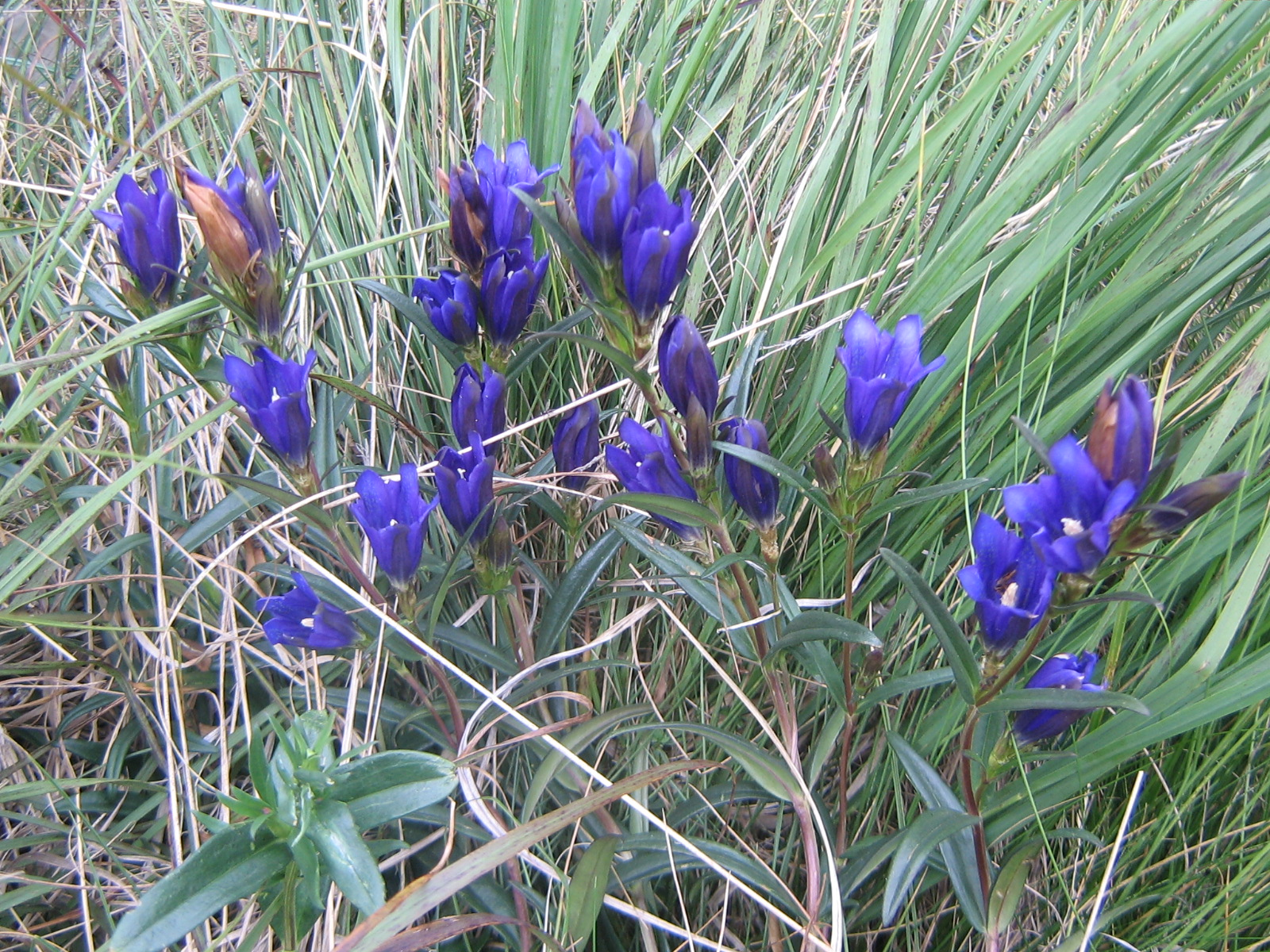
Gentiane pneumonanthe

## Cryptogames
Plus de 400 espèces de champignons ont été inventoriées.
L'étude des algues, des lichens, des bryophytes (mousses et hépatiques) et des ptéridophytes (fougères) du marais est en cours.

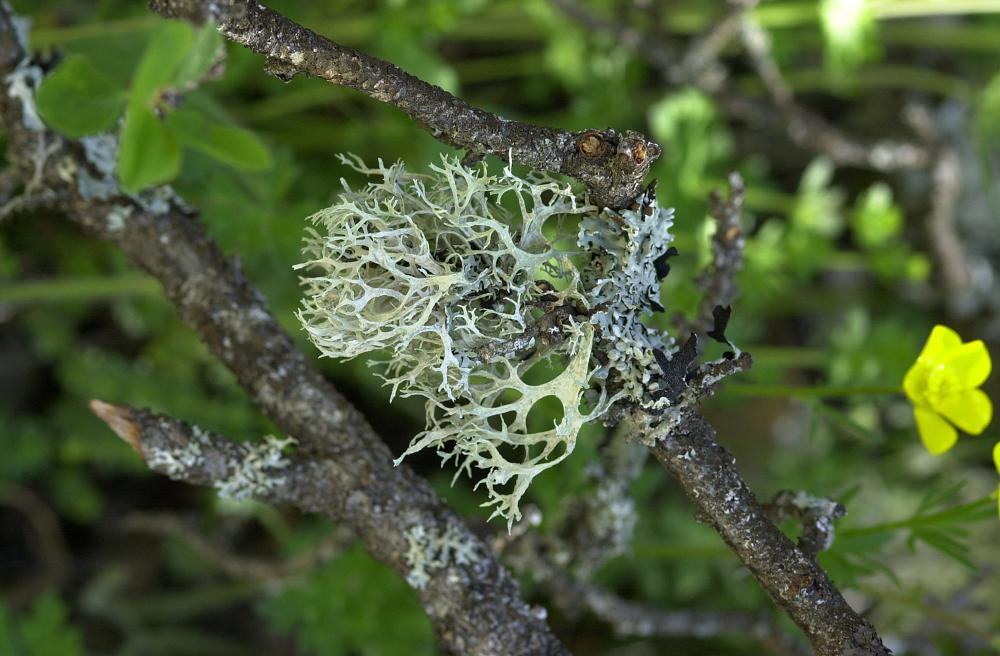
lichens
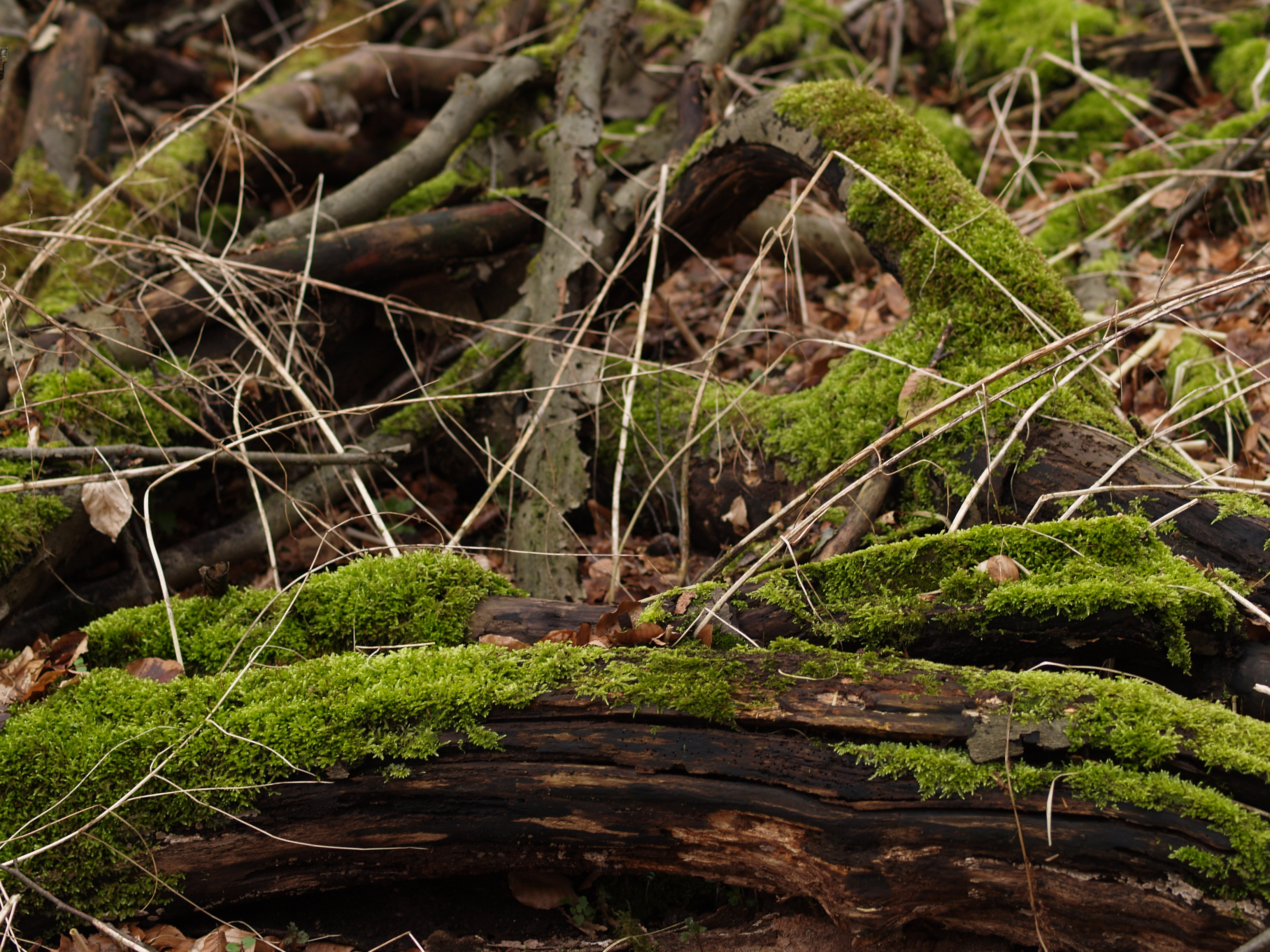
bryophytes
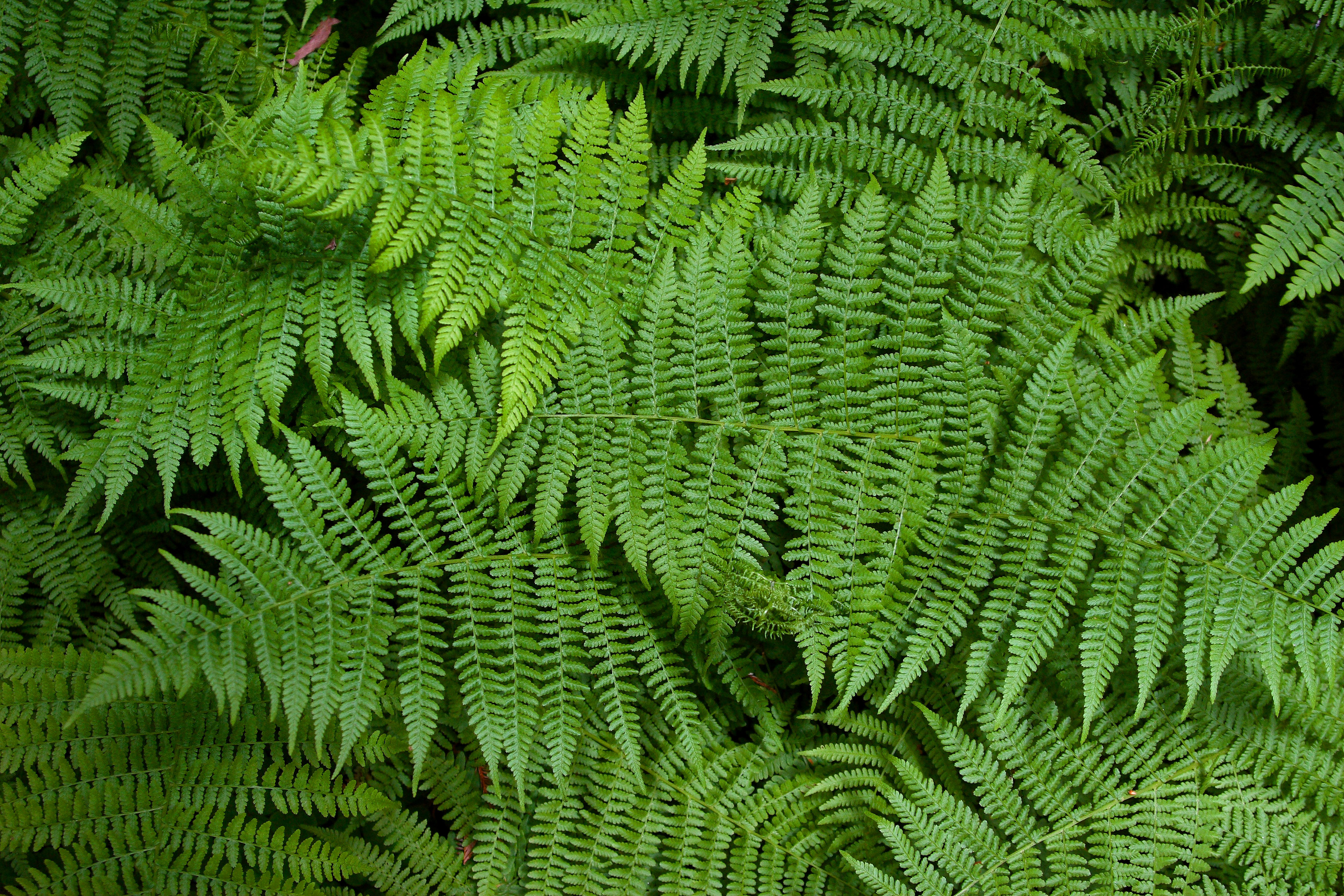
Ptéridophytes
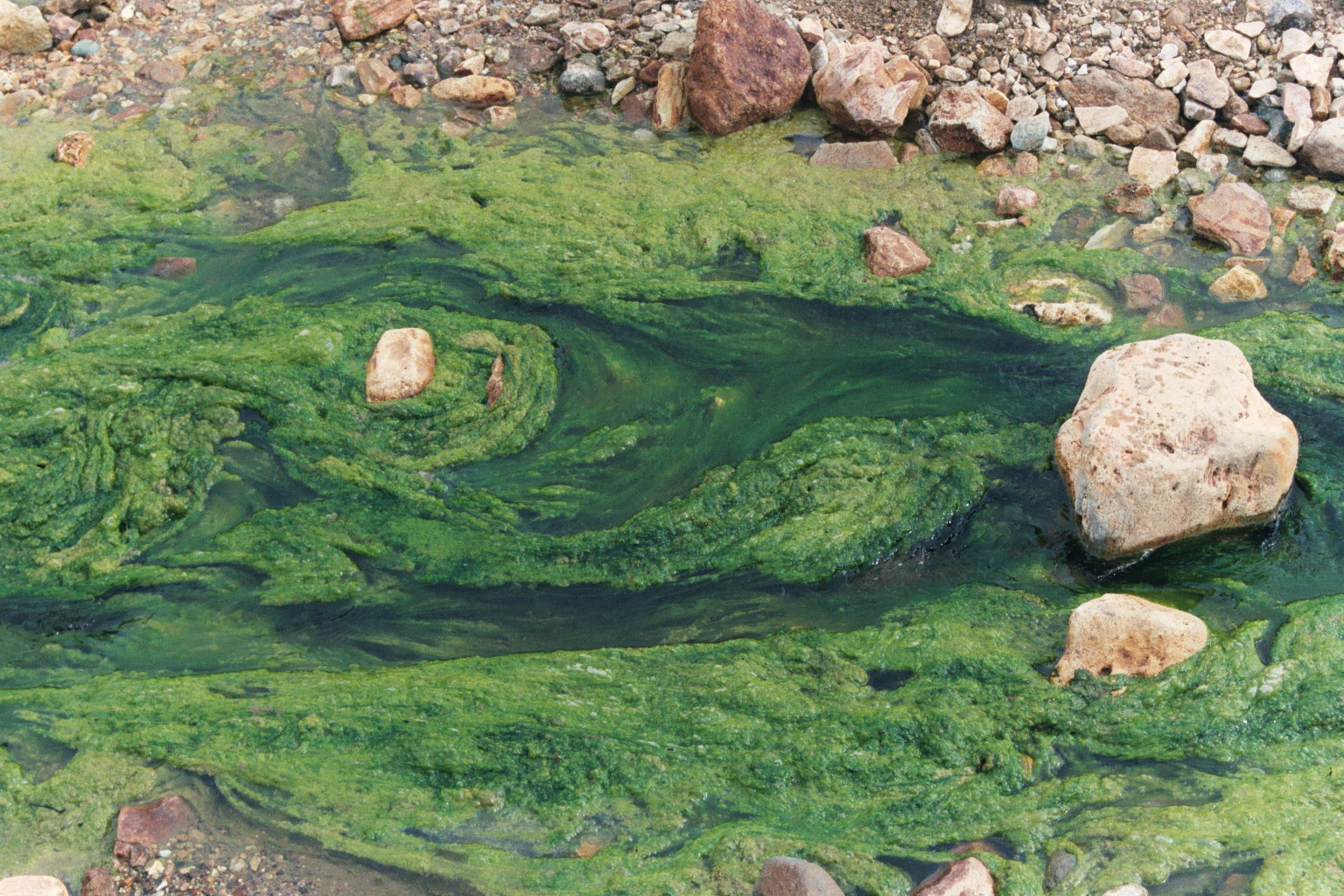
Algues

### Faune
Dans les prairies inondables, les roselières et les étangs du marais, on peut observer de nombreux oiseaux dont : le Courlis cendré, le Busard des roseaux, la Bécassine des marais, la Gorge-bleue à miroir, la Locustelle luscinioïde...

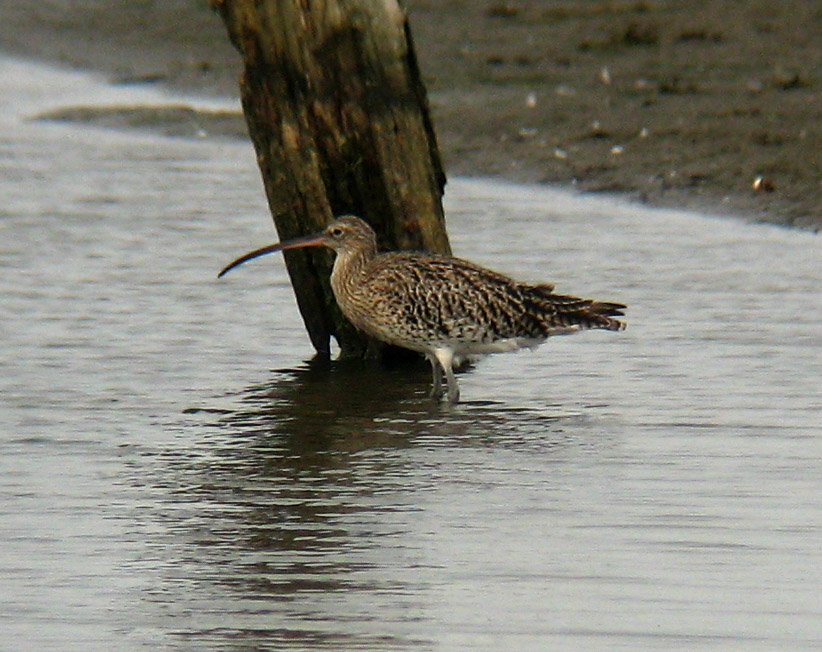
Courlis cendré
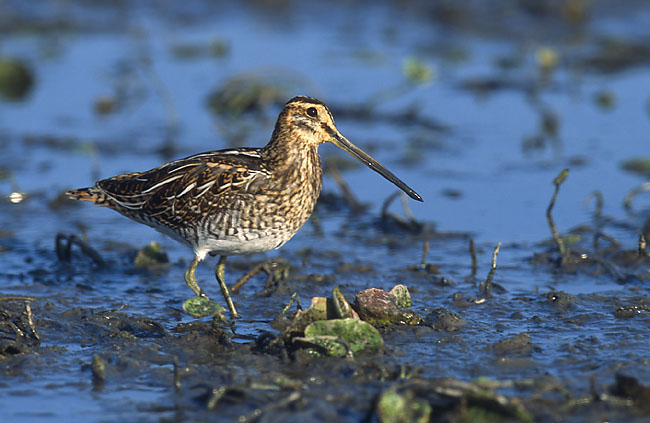
Bécassine des marais
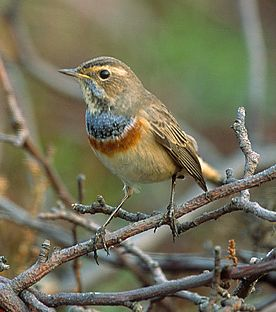
Gorge-bleue à miroir
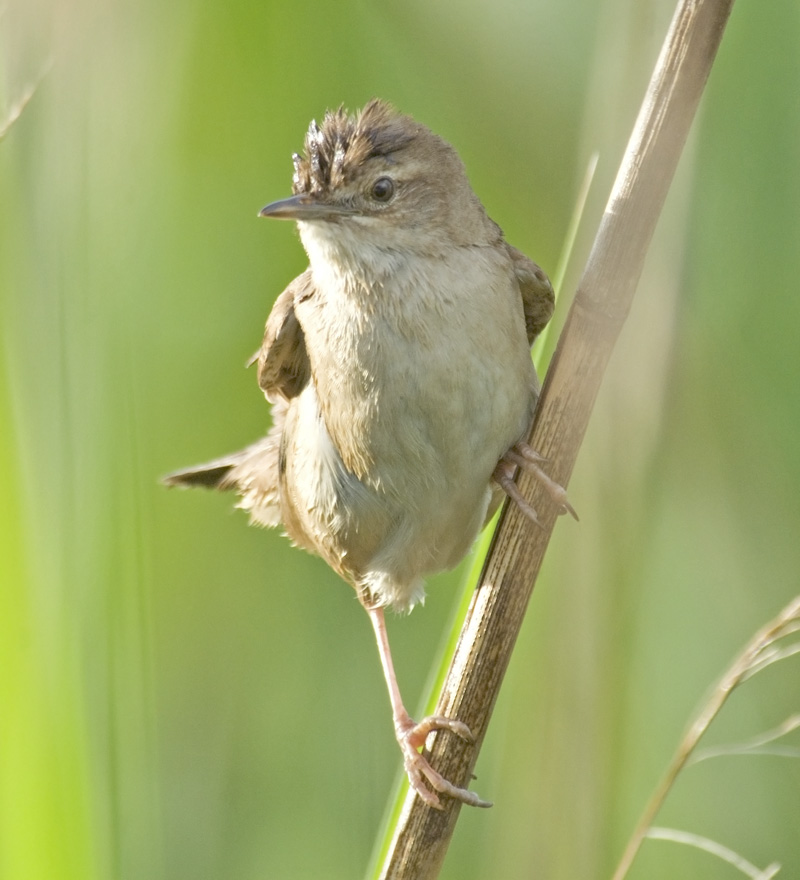
Locustelle luscinioïde

La zone accueille de nombreux grands et petits mammifères : sangliers, chevreuil, castor, renard, putois, cerf, musaraigne musette, rat des moissons et il offre également des territoires de chasse aux chauves-souris.

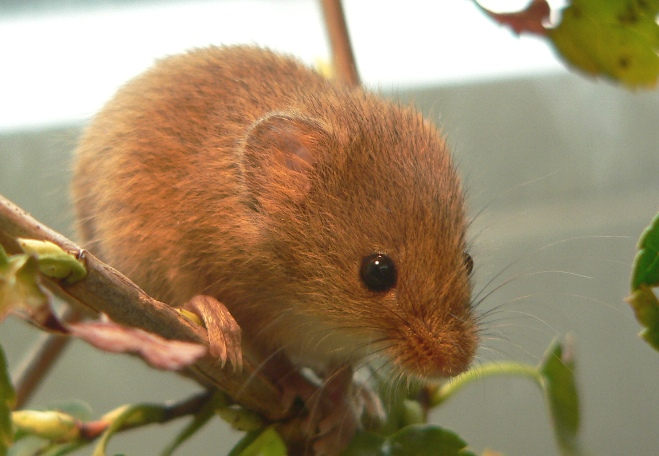
Rat des moissons
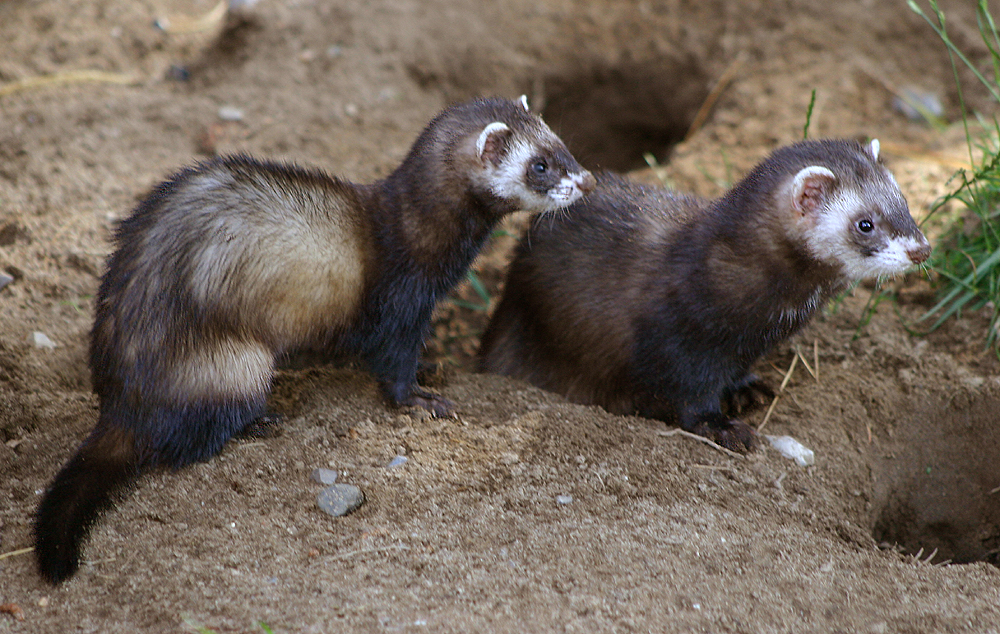
Putois
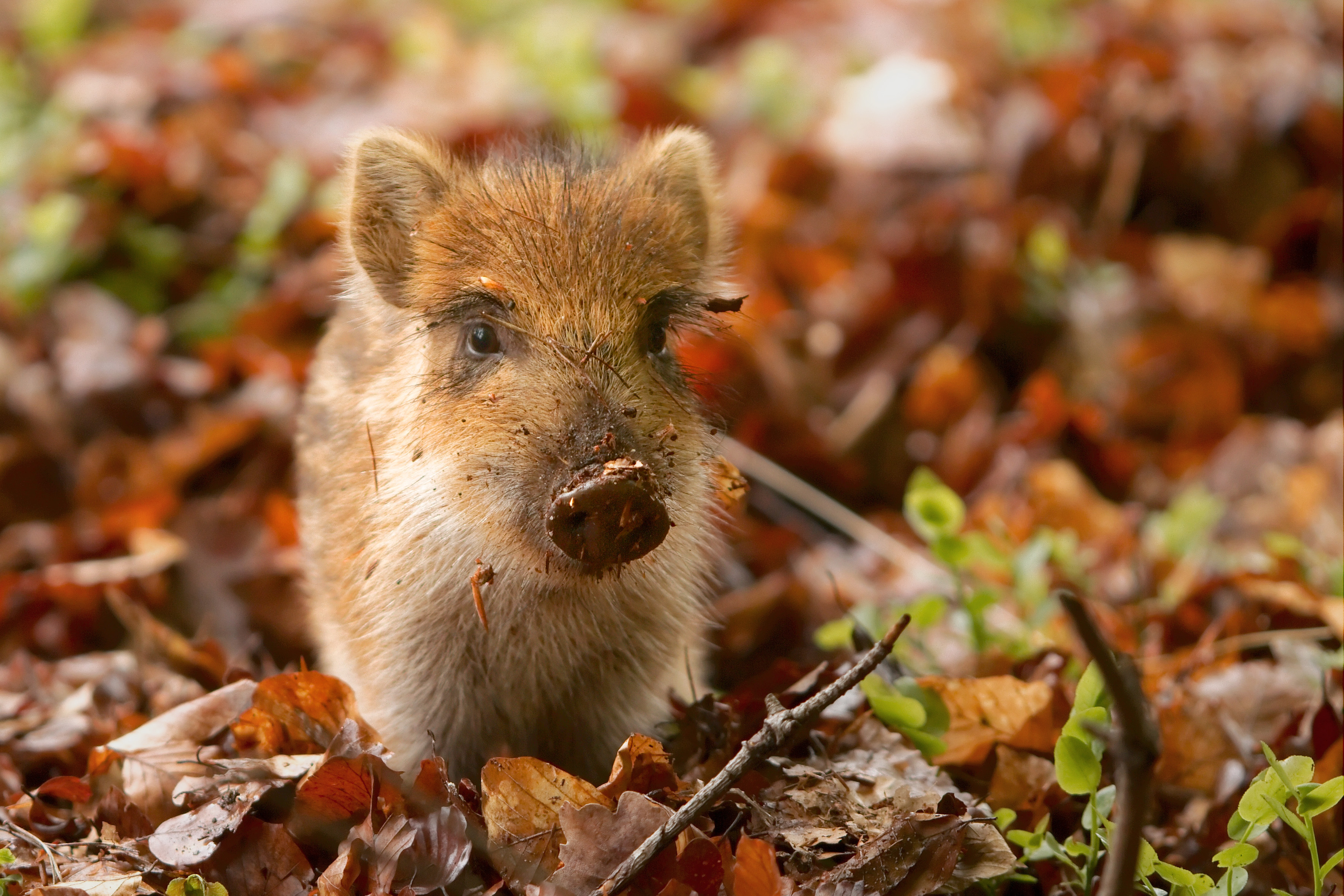
Marcassin
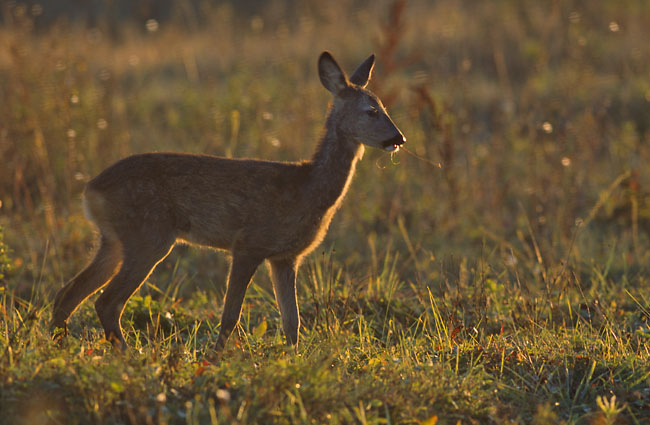
Chevreuil

Le Marais de Lavours abrite également de nombreux amphibiens dont la Grenouille rieuse, le Triton palmé, la Grenouille agile, la Rainette verte et le Crapaud sonneur à ventre jaune

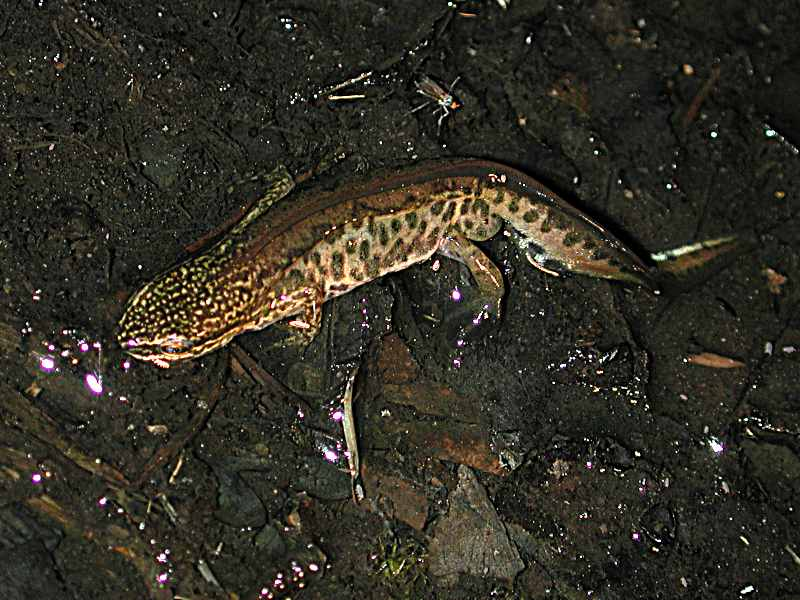
Triton palmé
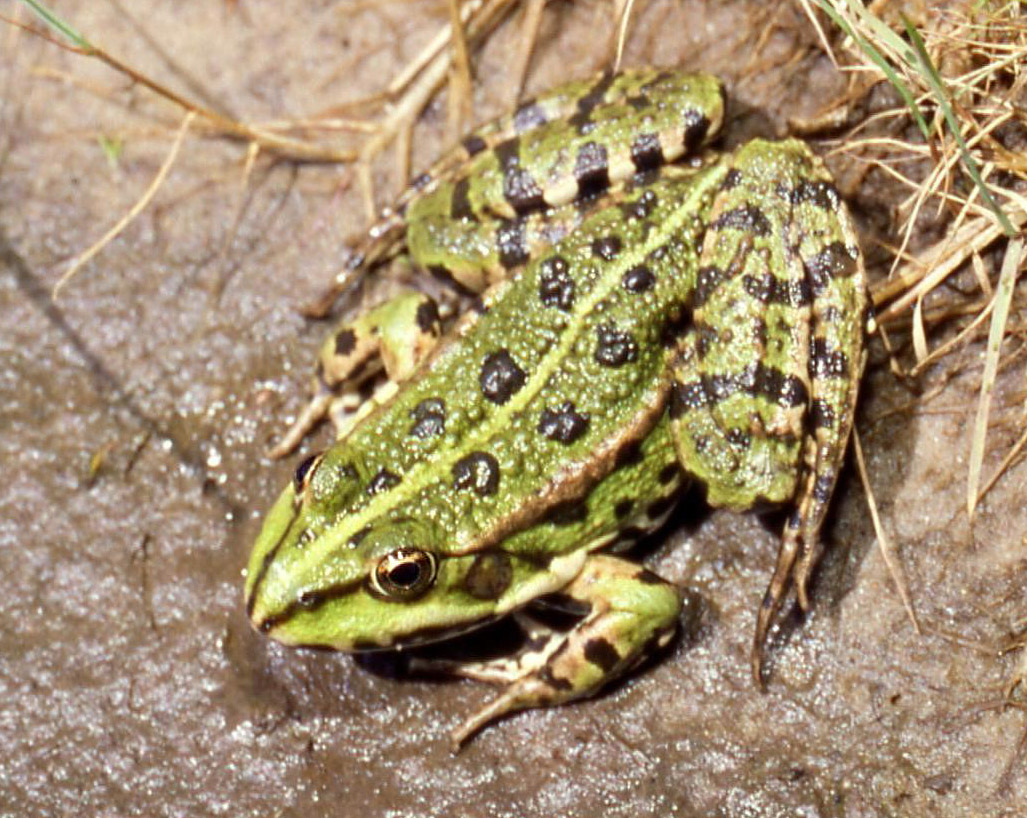
Grenouille rieuse
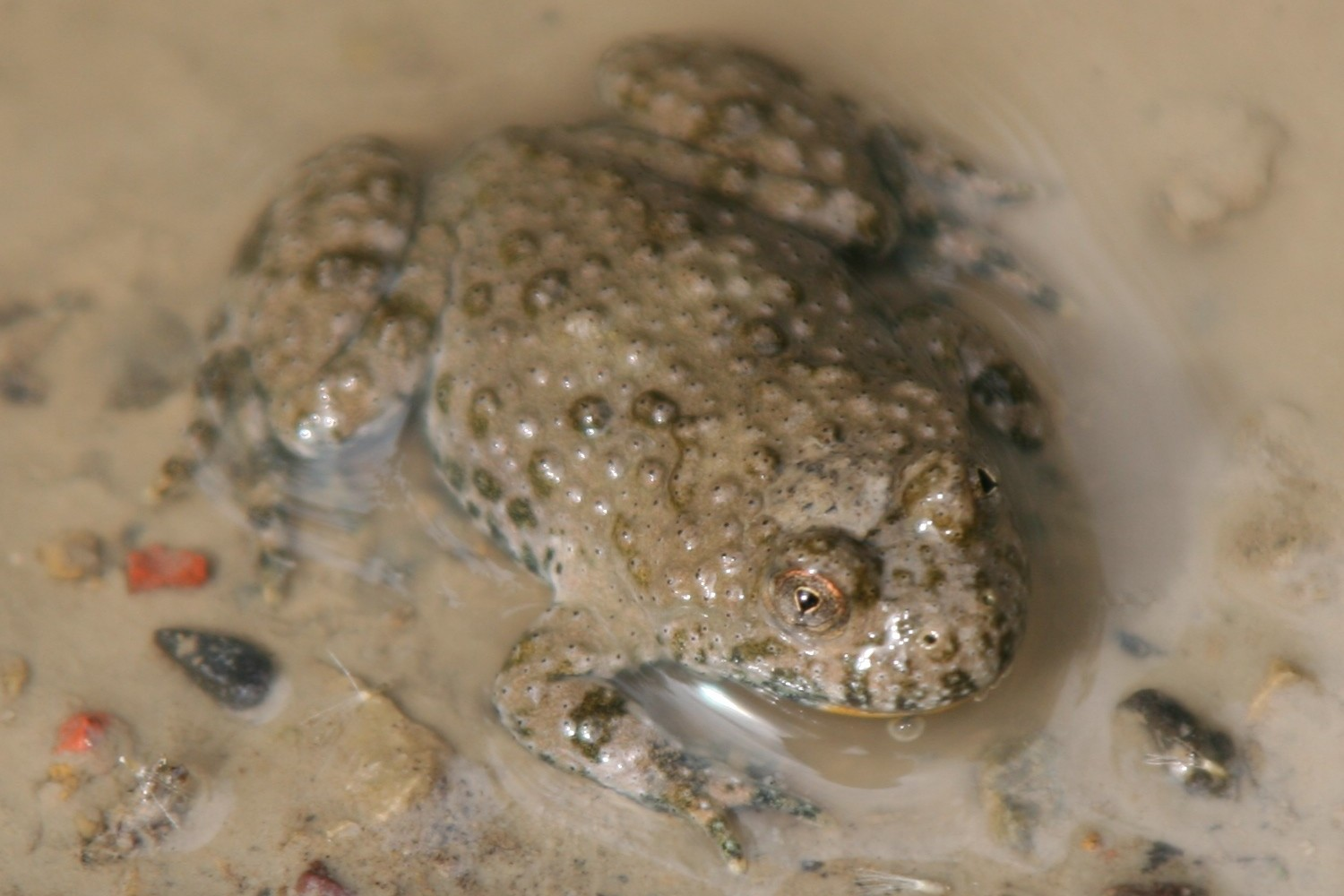
Crapaud sonneur à ventre jaune
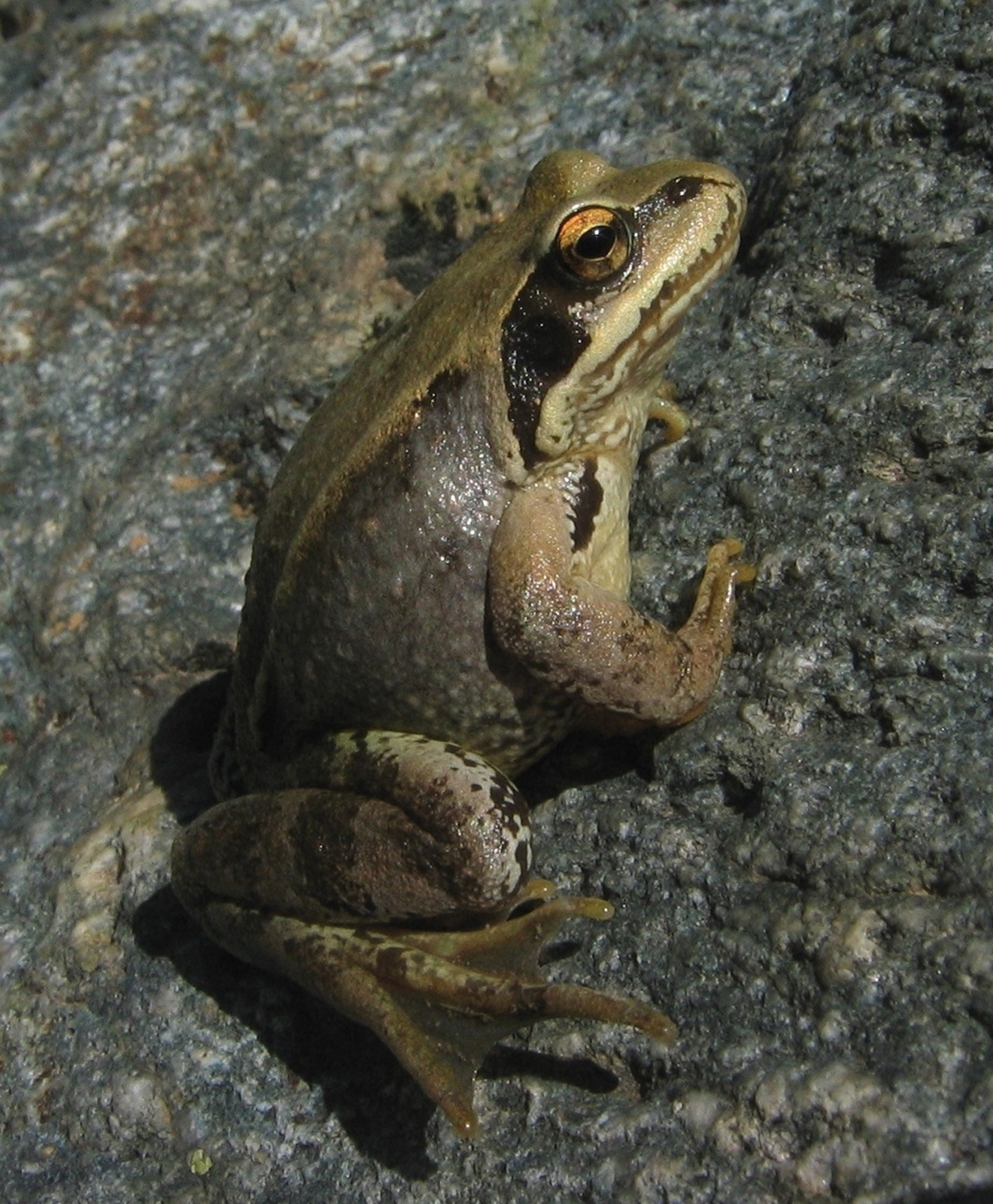
Grenouille agile

Le marais est particulièrement riche en invertébrés.

## Intérêt touristique et pédagogique
Un sentier pédagogique sur pilotis, en accès libre toute l'année et long de 1 800 m, permet d'accéder au cœur du marais.

## Administration, plan de gestion, règlement
La réserve naturelle est gérée par l'Entente Interdépartementale Rhône-Alpes pour la Démoustification (EID).
En 1987, des vaches de la race Highland et des chevaux des races Camargue et Pottok furent introduits en pâturage extensif comme mode de gestion conservatoire.

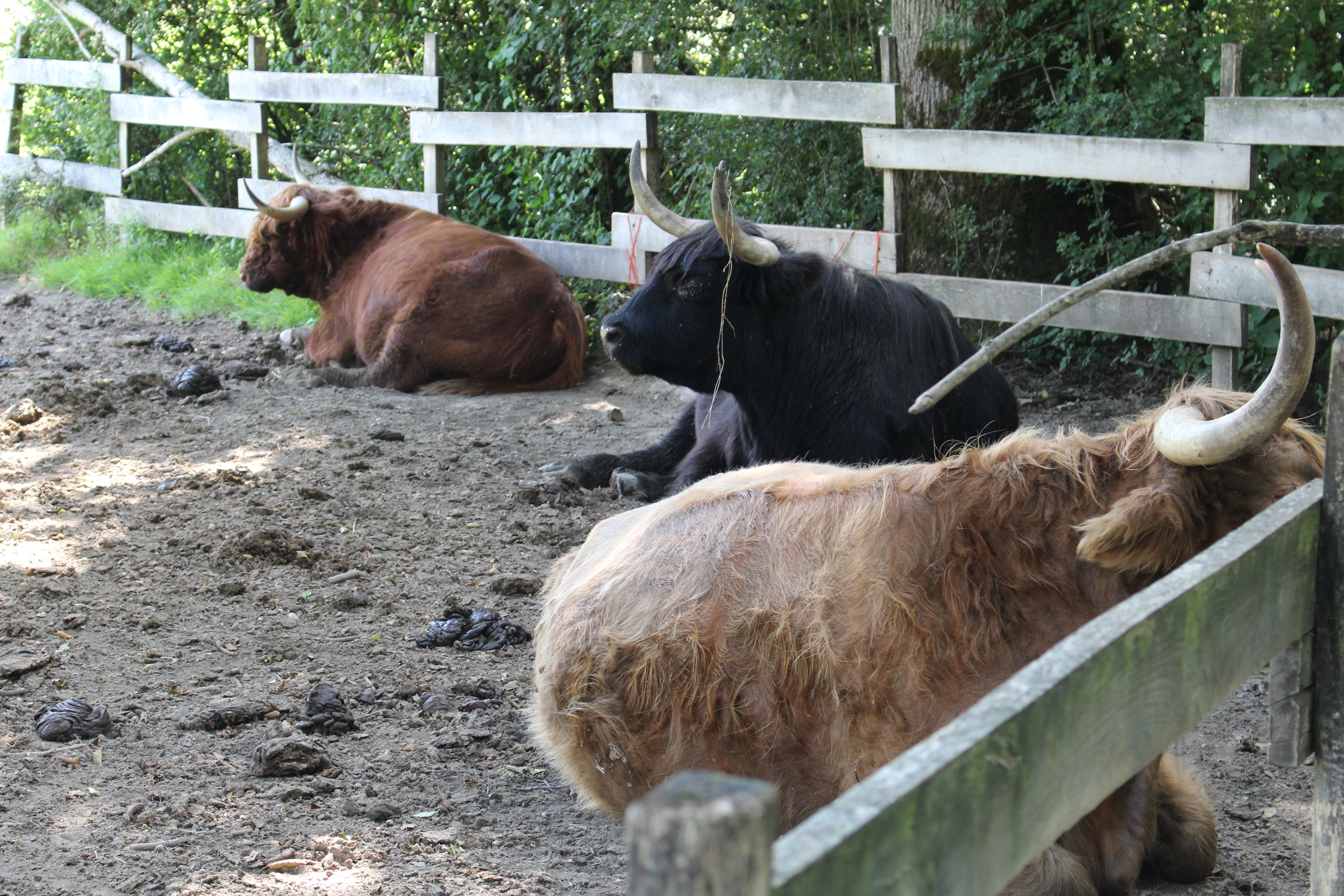
Highlands
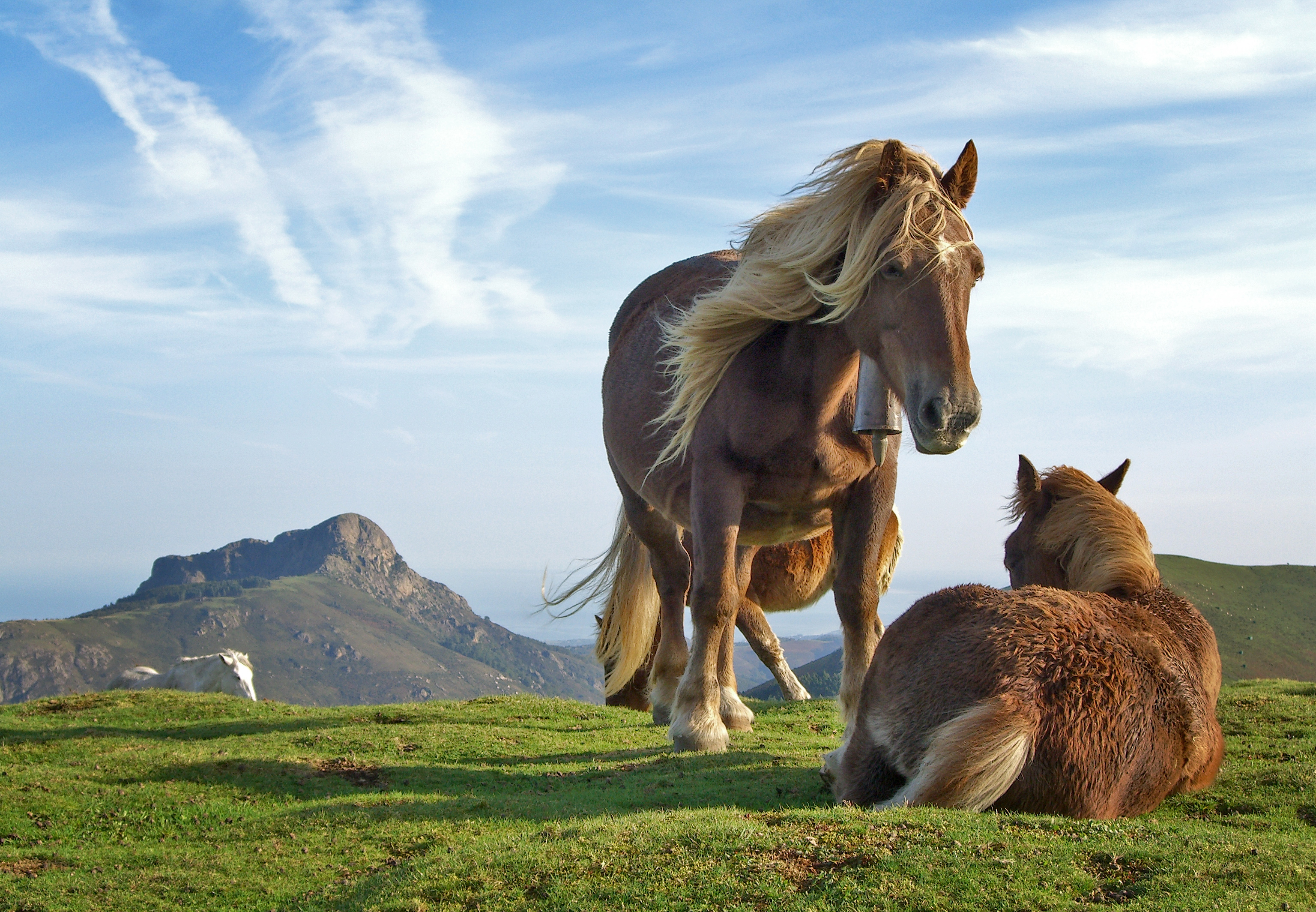
Pottoks
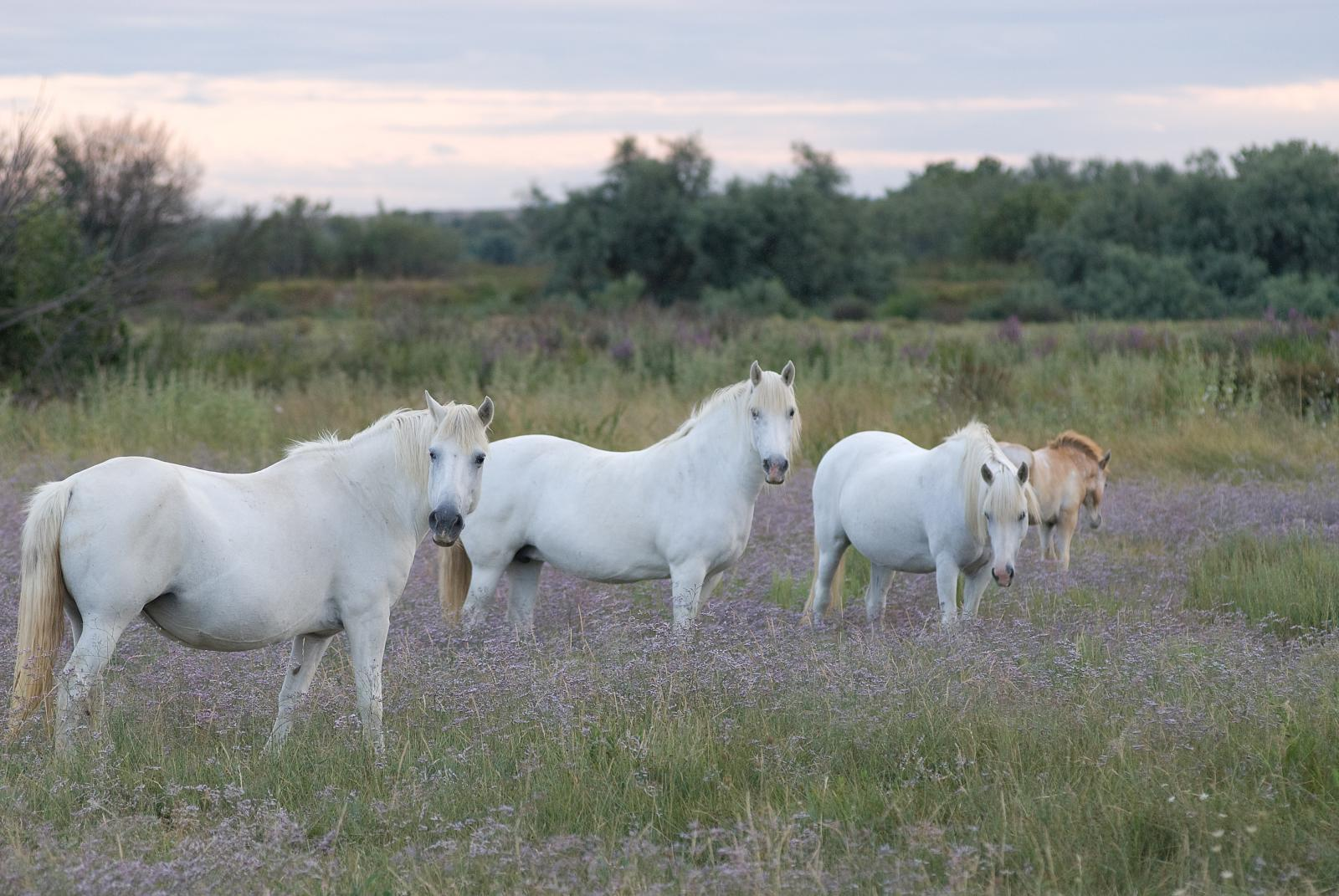
Camargues

### Outils et statut juridique
La réserve naturelle a été créée par un décret du 22 mars 1984.
Elle fait également partie d'autres zonages (ZNIEFF, Natura 2000).